# Agustín Muñoz Grandes
Agustín Muñoz Grandes (Carabanchel Bajo, 27 de enero de 1896-Madrid, 11 de julio de 1970) fue un militar español, conocido por haber tenido un papel relevante durante la guerra civil española y la dictadura franquista, así como haber mandado la División Azul durante la Segunda Guerra Mundial.
Militar veterano de la guerra del Rif, tras la proclamación de la Segunda República fue el fundador y primer jefe de la «Guardia de Asalto». Tras el estallido de la Guerra Civil se unió a las fuerzas sublevadas, llegando a mandar varias unidades militares a lo largo de la contienda; tras el final de las hostilidades alcanzó la graduación de general de brigada. Recién instaurada la dictadura franquista, fue nombrado Ministro-secretario general de FET y de las JONS, si bien las discrepancias internas con otros jerarcas de la dictadura le llevaron a presentar la dimisión a comienzos de 1940.
En el verano de 1941, recibió el mando de la 250.ª División de Infantería, llamada oficialmente en España División Española de Voluntarios y en Alemania 250 Infanterie-Division —más conocida como «División Azul»— que fue enviada al frente ruso integrada en el ejército alemán. Muñoz Grandes ganó una gran popularidad como jefe de esta unidad, llegando a ser condecorado por el propio Adolf Hitler. A su regreso a España, ocuparía puestos relevantes en el seno de la dictadura franquista, siendo capitán general de la Región militar de Madrid, ministro del Ejército o jefe del Alto Estado Mayor. En 1962, Franco le designó vicepresidente del Gobierno, lo que le convirtió en una de las figuras más importantes del régimen. Hasta su fallecimiento, en 1970, fue una figura pública de cierta relevancia.

## Biografía

### Carrera militar
Nació en Carabanchel Bajo, provincia de Madrid, en el seno de una familia humilde. Siendo todavía un adolescente, en 1913 ingresó en la Academia de Infantería de Toledo, de la que entonces era jefe el coronel José Villalba Riquelme. A los dos años de su graduación, en 1915, se traslada al frente marroquí, donde permanecerá largo tiempo. Muñoz Grandes destacó en 1924 durante la retirada de Xauen. Al año siguiente fue gravemente herido, al recibir un impacto en el pecho en la batalla de Alhucemas. Rechazó ser ayudante del rey Alfonso XIII y prefirió seguir en la harka.
Tras la proclamación de la Segunda República, en 1931 asciende en la escala militar —al rango de teniente coronel— y pasa a estar adscrito al Cuerpo de Seguridad. El 23 de septiembre de 1933 fue nombrado por el gobierno de Manuel Azaña primer jefe y fundador del Cuerpo de Seguridad y Asalto, más conocido popularmente como «Guardia de Asalto». Muñoz Grandes organiza el cuerpo en apenas tres meses. Permaneció al frente del nuevo organismo policial republicano hasta finales de 1935. Para su nombramiento influyó la gran fama adquirida al organizar y dirigir las tropas regulares de Marruecos.
Desempeñó el puesto de Delegado de Asuntos indígenas en Marruecos, entre 1935 y 1936.

### Guerra Civil
Aunque trató de huir al comienzo de la guerra civil española, fue rápidamente localizado y encarcelado en la cárcel Modelo de Madrid. Condenado a nueve años de prisión por la justicia republicana, su pena fue rebajada a dos años y medio y, posteriormente —por la mediación de los generales Miaja y Rojo—, es indultado y se plantea su ingreso en el Ejército popular. El 21 de marzo de 1937 se traslada a Valencia para incorporarse a dicho ejército y aprovecha la circunstancia para fugarse a la zona sublevada. El 1 de abril se encuentra ya en ella. Más tarde pasó a dirigir la II Brigada Navarra, al frente de la cual intervino en la batalla de Santander. El 9 de marzo de 1938 fue nombrado comandante de la 150.ª División. Al frente de esta unidad participó en la ofensiva de Aragón, teniendo una destacada intervención durante la batalla de Caspe frente a las Brigadas Internacionales. Los avances de Muñoz Grandes le llevaron a entrar en Cataluña y alcanzar el río Segre.
Ascendido en la escala militar, posteriormente pasó a mandar el recién constituido Cuerpo de Ejército Urgel, con el que tomó parte en la campaña de Cataluña. La ofensiva comenzó a finales de diciembre de 1938 y sus tropas intervinieron en la ruptura de las líneas defensivas republicanas en el río Segre. A comienzos de enero habían logrado tomar Artesa de Segre, un importante centro de comunicaciones, tras lo cual se derrumbó el frente. Hacia el final de la contienda ostentaba el grado de coronel, aunque tras la guerra fue ascendido a general de brigada.

### Posguerra
El 9 de agosto de 1939, Franco constituyó su segundo gobierno, en el que Muñoz Grandes fue nombrado Secretario general de FET y de las JONS, con rango ministerial, en sustitución de Raimundo Fernández-Cuesta. Aunque furibundamente antimonárquico, Muñoz Grandes no era ni tradicionalista ni antiguo falangista ni tenía experiencia política alguna. Por eso, su nombramiento fue una auténtica sorpresa. En el nuevo Consejo Nacional de FET y de las JONS, Muñoz Grandes ocupaba el tercer puesto en importancia, tras Ramón Serrano Suñer y Pilar Primo de Rivera. Sin embargo, no pasó mucho tiempo hasta que acabó teniendo tensas relaciones tanto con Serrano Suñer —jefe de la Junta Política— como con Pedro Gamero del Castillo, vicesecretario del partido. Serrano Suñer era el verdadero hombre fuerte en el partido único. 
Poco después de ser nombrado, designó nuevos cargos en el seno de Falange: Ricardo Giménez-Arnau fue puesto al frente de la Falange Exterior y Gerardo Salvador Merino fue nombrado delegado nacional de Sindicatos. Durante el tiempo en que estuvo al frente del partido único, Muñoz Grandes llegó a esbozar un plan que buscaba la reconciliación nacional entre los partidarios de Franco y los antiguos partidarios de la República. El plan pretendía la reintegración de todos los «rojos» y/o miembros del Ejército republicano que no hubieran cometido delitos de sangre, contando con la asistencia de la Falange. Cuando planteó esta idea en el Consejo de ministros, comprobó que era el único ministro que apoyaba el plan. Frustrado por este y otros esfuerzos fallidos, Muñoz Grandes acabaría presentando su dimisión en marzo de 1940.
Más tarde fue nombrado comandante de la 22.ª División y jefe de la comandancia militar del Campo de Gibraltar. Desde tiempo atrás, Muñoz Grandes era conocido por ser un militar con simpatías nazis. Aprovechando que estaba al frente de la comandancia militar del Campo de Gibraltar, los alemanes contaban con su entusiasta colaboración en caso de que se desarrollara la llamada Operación «Félix», el plan alemán para ocupar la base británica de Gibraltar. La operación, sin embargo, no llegó a desarrollarse y el asalto a Gibraltar fue abandonado debido a la neutralidad española en la contienda mundial.

### División Azul

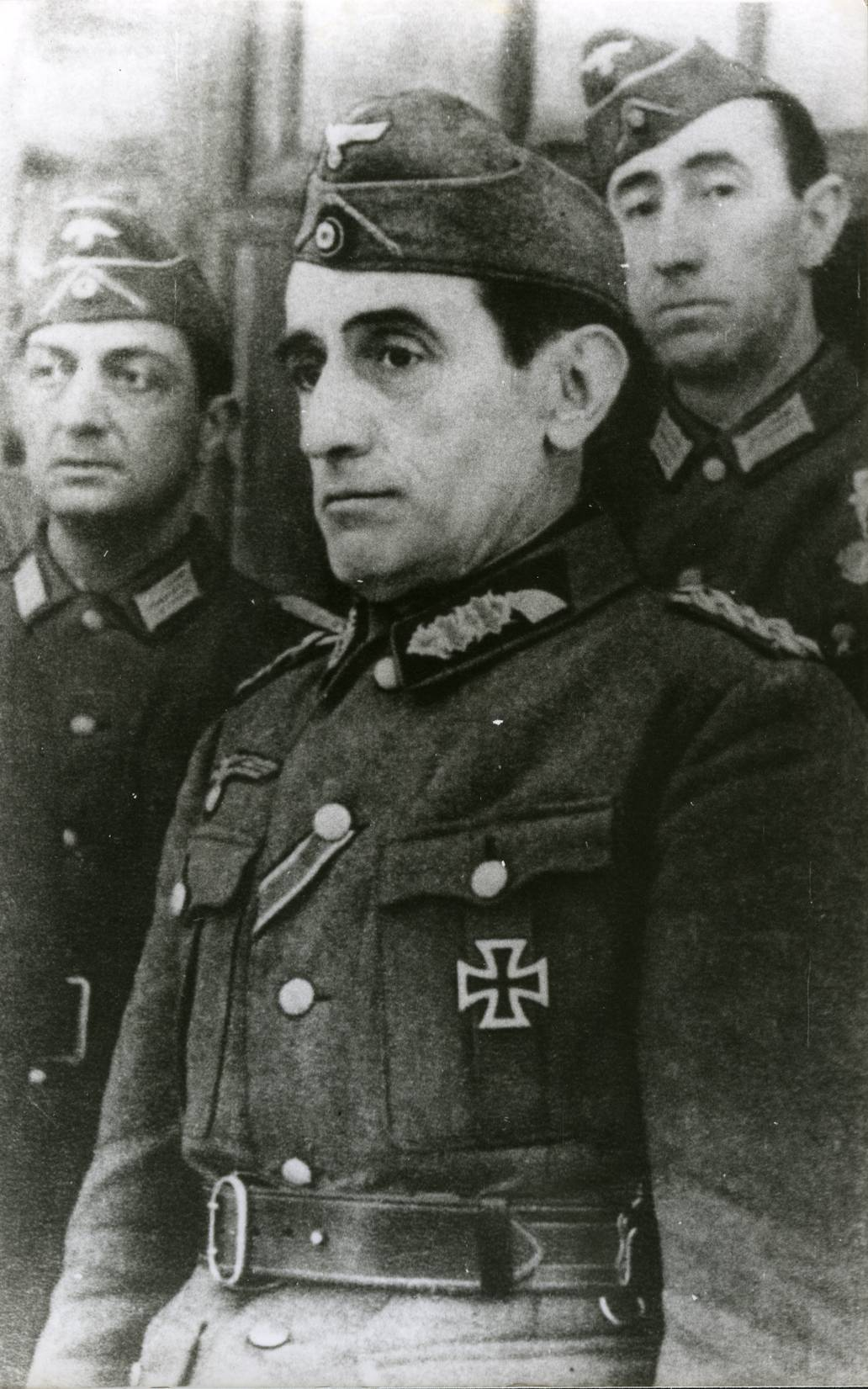
Muñoz Grandes con uniforme alemán de la Wehrmacht.

En julio de 1941, tras la invasión alemana de la URSS, el dictador Francisco Franco le puso al frente de la unidad de voluntarios españoles que iba a combatir junto a los alemanes en la Unión Soviética, la 250.ª División de Infantería, más conocida por División Azul. Este nombramiento le concedió a Muñoz Grandes una gran popularidad y se convirtió en el centro de atención.
Meses más tarde, el comandante de la flamante División Azul llegó a mantener una entrevista con el dictador alemán Adolf Hitler en su cuartel general de Rastenburg, también conocido como la «Guarida del lobo». Por sus hechos de armas fue condecorado por Hitler con la Cruz de Caballero de la Cruz de Hierro con hojas de roble, una de las más altas condecoraciones militares alemanas. El dictador alemán, después del desinterés mostrado por Franco y la impotencia de Ramón Serrano Súñer, pensaba que Muñoz Grandes era un entusiasta partidario de que España entrase en la guerra, y que de hecho constituía un potencial reemplazo del propio Franco en la dirección del país. Un joven oficial español, Víctor José Jiménez, y el diplomático Hans Hoffmann habrían actuado de traductores entre Hitler y Muñoz Grandes. Franco se enteró del contenido de las conversaciones con Hitler y decidió destituir a Muñoz Grandes como jefe de la división. No obstante, las presiones de Hitler sobre Franco retrasaron durante varios meses su cese como jefe de la división, debido al interés de Hitler por aumentar el prestigio militar de Muñoz Grandes. Finalmente, en diciembre de 1942 fue destituido y sustituido por el general Emilio Esteban-Infantes, un militar conservador que no compartía muchos de los puntos de vista de su predecesor.
Cuando Muñoz Grandes regresó a España en 1943, fue ascendido a teniente general y nombrado jefe de la Casa Militar de Franco. También le condecoró con la Gran Cruz de la Orden Imperial de las Flechas Rojas, así como con la Palma de Plata, la máxima distinción falangista. No obstante, conviene hacer notar que, con el mentado ascenso, Muñoz Grandes dejaba de tener mando sobre tropas. Así pues, en un solo movimiento Franco le había agasajado y situado a su lado, al mismo tiempo que lo había anulado políticamente. Hasta el final de la contienda mundial no volvió a ostentar mando de tropas. En marzo de 1945 fue nombrado comandante de la importante Región militar de Madrid.

### Carrera posterior

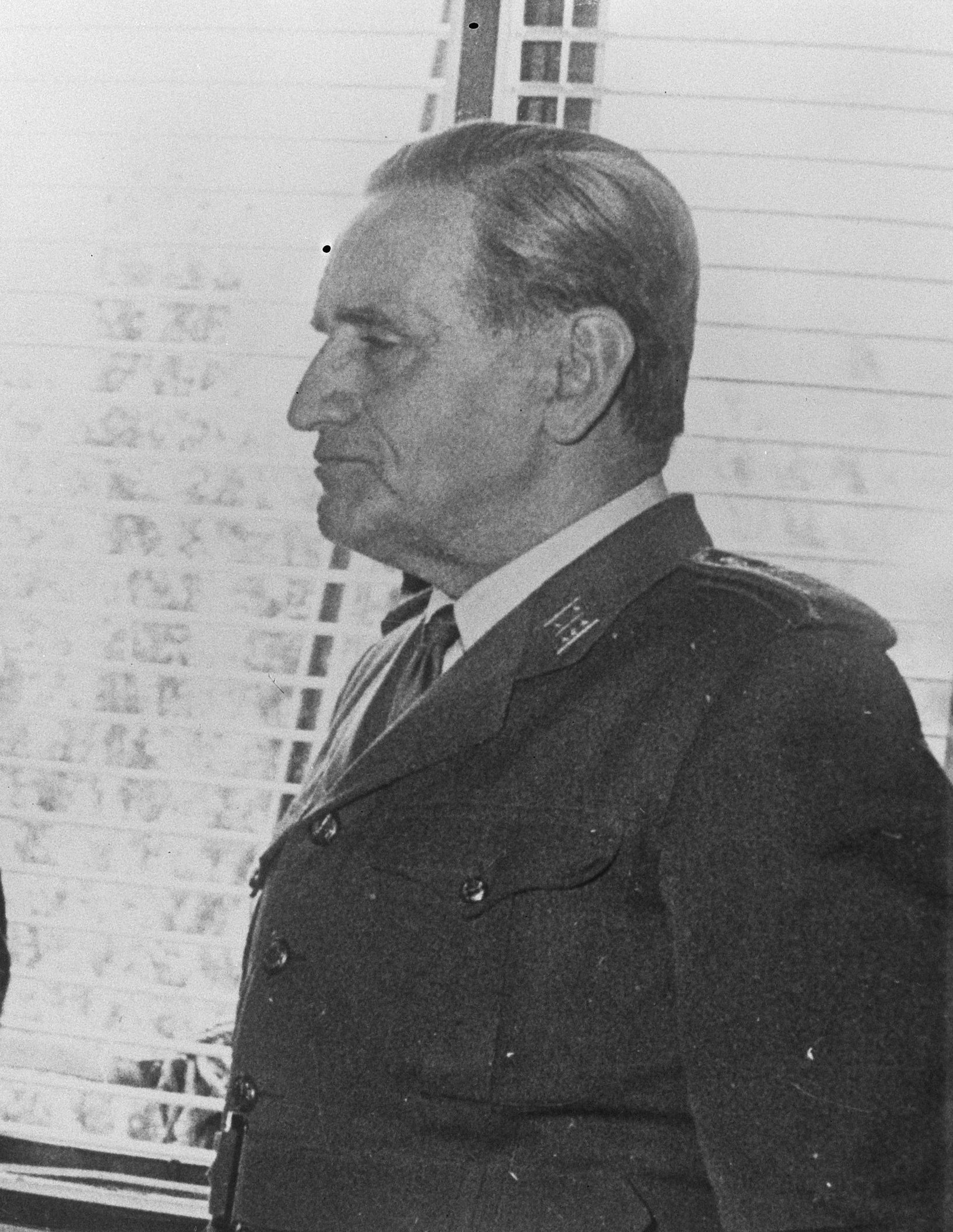
Capitán general Muñoz Grandes (1962)

Tras la Segunda Guerra Mundial estuvo al frente de la I Región Militar durante algunos años. El 18 de julio de 1951, Franco formó su octavo Gobierno, el del nuevo concordato con la Santa Sede y los acuerdos con los Estados Unidos, el mismo que el 1 de mayo de 1952 concedió el tercer indulto general. En este gobierno Muñoz Grandes ocupó la cartera de ministro del Ejército, posteriormente alcanzó el grado de capitán general, ocupando el número 52 desde la institución del cargo por el monarca Carlos III.
El gobierno necesitaba el apoyo estadounidense, la gran potencia mundial de su tiempo y dispuesta a estrechar lazos. Le correspondió la misión militar y diplomática más delicada: negociar los acuerdos con Estados Unidos. Mal administrador del Ministerio del Ejército, en 1957 fue sustituido por el general Antonio Barroso. Pasó entonces a estar al frente del Alto Estado Mayor. En julio de 1962 fue nombrado vicepresidente del gobierno, el primero desde la institucionalización de la dictadura. Su nombramiento como vicepresidente fue significativo, ya que Franco había sufrido recientemente un accidente de caza y su salud había resultado afectada. En 1967 fue sucedido por Carrero Blanco. Falleció en Madrid el 11 de julio de 1970, tras estar un año ingresado en hospital por grave enfermedad, a causa de una insuficiencia cardiorrespiratoria. Sus funerales fueron de gran solemnidad e incluyeron representaciones internacionales, siendo enterrado en el cementerio de Carabanchel Bajo.

## Imputación póstuma
Fue uno de los treinta y cinco altos cargos del franquismo imputados por la Audiencia Nacional en el sumario instruido por Baltasar Garzón, por los delitos de detención ilegal y crímenes contra la humanidad cometidos durante la guerra civil española y durante el primer franquismo; no fue procesado al comprobarse su fallecimiento, acaecido unas décadas antes de la imputación.

## Condecoraciones

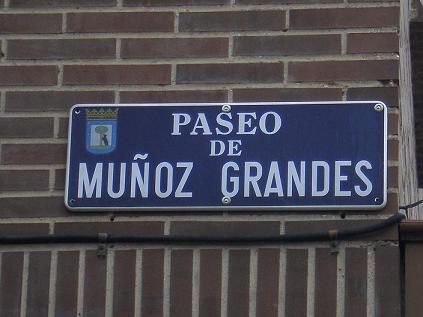
Calle con su nombre en Madrid.

- Cruz de Hierro de Segunda Clase (8 de septiembre de 1941)[35]
- Cruz de Hierro de Primera Clase (19 de enero de 1942)[35]
- Cruz de Caballero de la Cruz de Hierro con Hojas de Roble (1942)[35]
- Gran-Cruz de la Gran Orden Imperial de las Flechas Rojas (1943)[23]
- Palma de Plata de la Falange (1943)[24]
- Legionario de la Legión al Mérito
- Gran-Cruz de la Real Orden de Isabel la Católica
- Gran-Cruz de la Real y Militar Orden de San Hermenegildo
- Gran-Cruz de la Real y Distinguida Orden Española de Carlos III
- Gran-Collar de la Orden Imperial del Yugo y las Flechas (1967)[36]
- Gran-Collar de la Orden de Cisneros (1970)[37]

### Pie de página
1. 1 2  De Arce, 1998, p. 321.
2. 1 2 3  Thomas, 1976, p. 127.
3. ↑  Togores, 2007, p. 130.
4. ↑  Clemente, 1995, p. 43.
5. ↑  Domingo Álvaro, 2009, p. 218.
6. ↑  Thomas, 1976, p. 774.
7. ↑  Vadillo, 1999, p. 99.
8. 1 2  Thomas, 1976, p. 859.
9. ↑  Thomas, 1976, pp. 933-934.
10. 1 2 3  Bowen, 2006, p. 81.
11. ↑  Bowen, 2000, p. 63.
12. 1 2  Bowen, 2006, pp. 81-82.
13. 1 2  Bowen, 2006, p. 82.
14. ↑  Boletín Oficial del Estado núm. 212,
de 30 de julio de 1940, pág. 5248
15. ↑  Bowen, 2006, p. 37.
16. ↑  Ibáñez, 1996, p. 63.
17. 1 2  Bowen, 2006, p. 43.
18. ↑  «El intérprete de Hitler y la piedra 'reivindicativa'». La Opinión de Málaga. 11 de enero de 2015. Consultado el 8 de febrero de 2019.
19. ↑  Aschmann, 1999, p. 158.
20. ↑  Bowen, 2006, pp. 43-44.
21. ↑  Bowen, 2006, p. 45.
22. 1 2  Bowen, 2006, p. 44.
23. 1 2  Ibáñez, 1996, p. 64.
24. 1 2  Aguilar Olivencia, 1999, p. 35.
25. ↑  Aguilar Olivencia, 1999, pp. 35-36.
26. ↑  Preston, 2004, p. 667-668.
27. ↑  Bennassar, 1996, p. 191.
28. 1 2  Arasa, 2008, p. 258.
29. ↑  Preston, 2004, p. 793.
30. ↑  La Gaceta del Norte, 14 de julio de 1970
31. ↑  Chinchón Álvarez, 2011, p. 114.
32. ↑  Texto del auto de 16 de octubre de 2008
33. ↑  Documento: Auto del juez Garzón en que se inhibe de investigar la causa del franquismo.
34. ↑  El País: Garzón reparte la causa del franquismo.
35. 1 2 3  Thomas, 1988, p. 112.
36. ↑  Jefatura del Estado: «Decreto 1783/1967, de 22 de julio, por el que se concede el Gran Collar de la Orden Imperial del Yugo y las Flechas a don Agustín Muñoz Grandes». Boletín Oficial del Estado núm. 179, de 28 de julio de 1967: 10720. ISSN 0212-033X.
37. ↑  Secretaría General del Movimiento: «Decreto 1000/1970, de 1 de abril, por el que se concede el Gran Collar de la Orden de Cisneros al excelentísimo señor don Agustín Muñoz Grandes». Boletín Oficial del Estadonúm. 85, de 9 de abril de 1970: 5614. ISSN 0212-033X.